# Wilfried Täubner

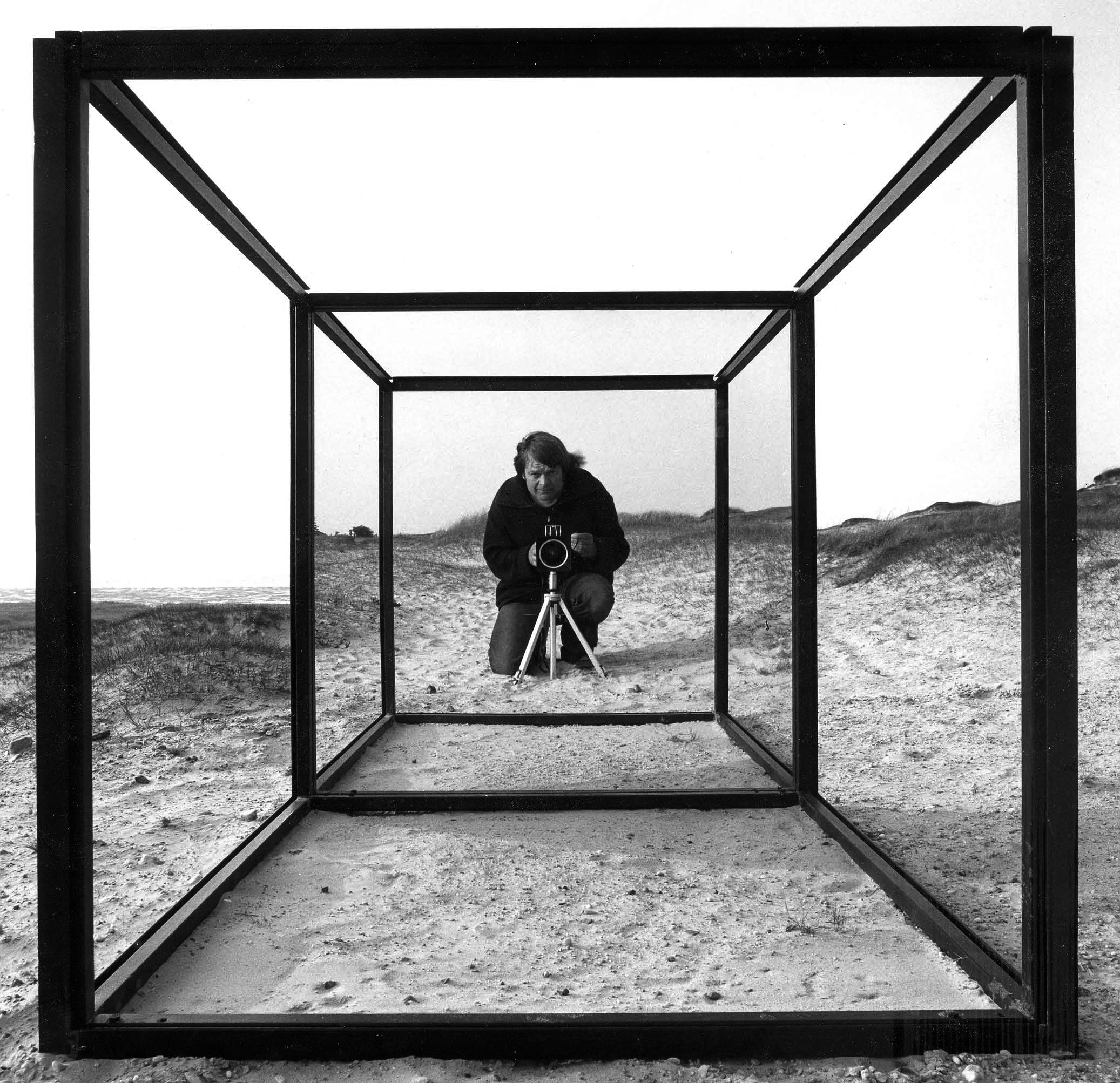
Wilfried Täubner bei der Arbeit (Kleinafrika auf Sylt) - Ausschnitt aus KUBUS 306-310

Wilfried Täubner (* 9. Dezember 1940 in Glauchau; † 1. April 1994 in Kürten bei Köln) war ein deutscher Architektur-Fotograf, Bildjournalist, Foto-Künstler und Galerist.

## Leben
Wilfried Täubner wuchs in Glauchau (Sachsen) auf, wo er auch seine Gesellenprüfung in Fotografie absolvierte. 1960 floh er kurz vor dem Mauerbau von Freiberg zuerst nach West-Berlin und dann nach Aachen. Von 1960 bis 1965 studierte er an der Staatlichen Höheren Fachschule für Fotografie in Köln (seit 1971 integriert in der Technischen Hochschule). Nach Diplom-Abschluss und Meisterprüfung Tätigkeit als freiberuflicher Fotograf im Rheinland.

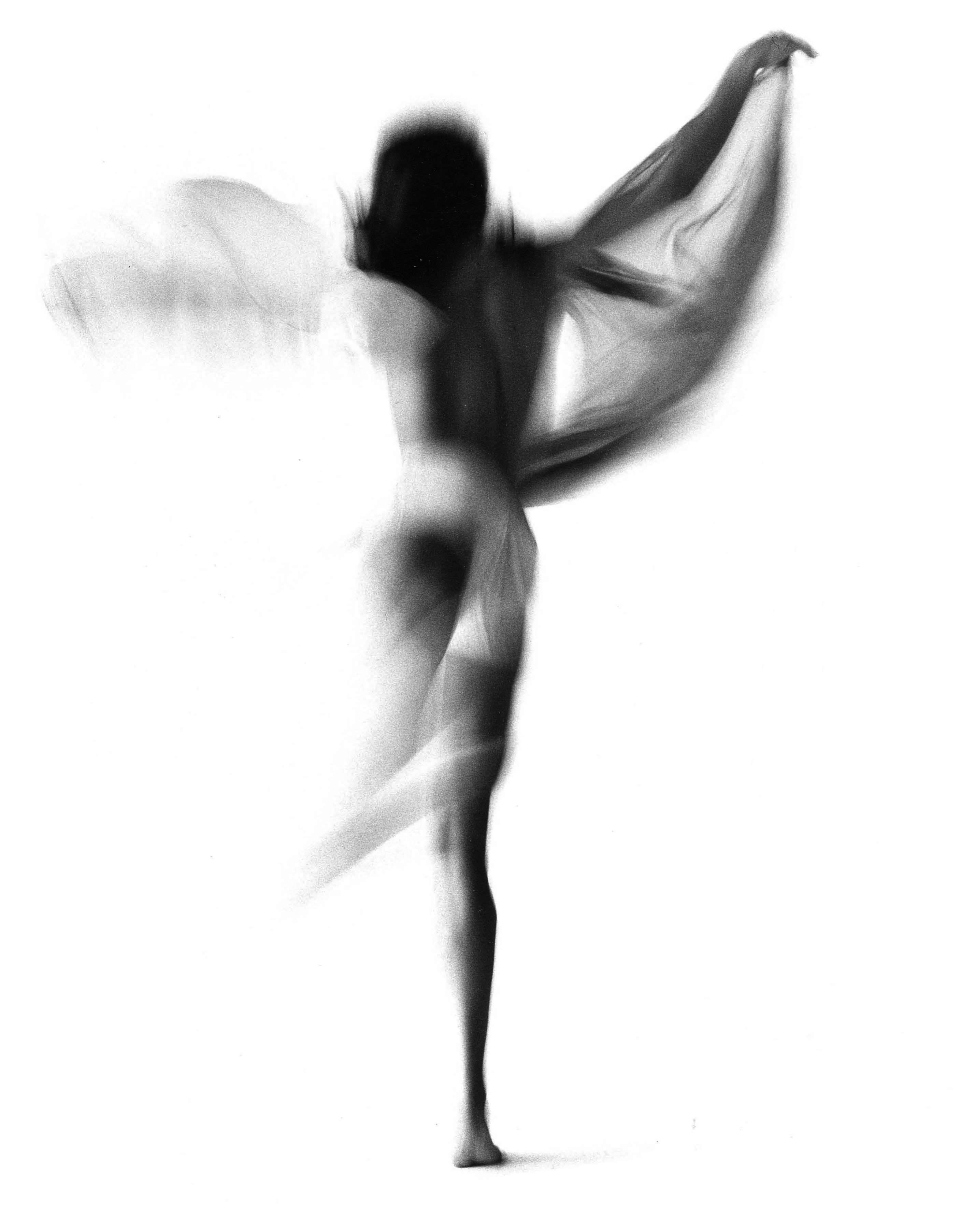
„Impression“ (1968)

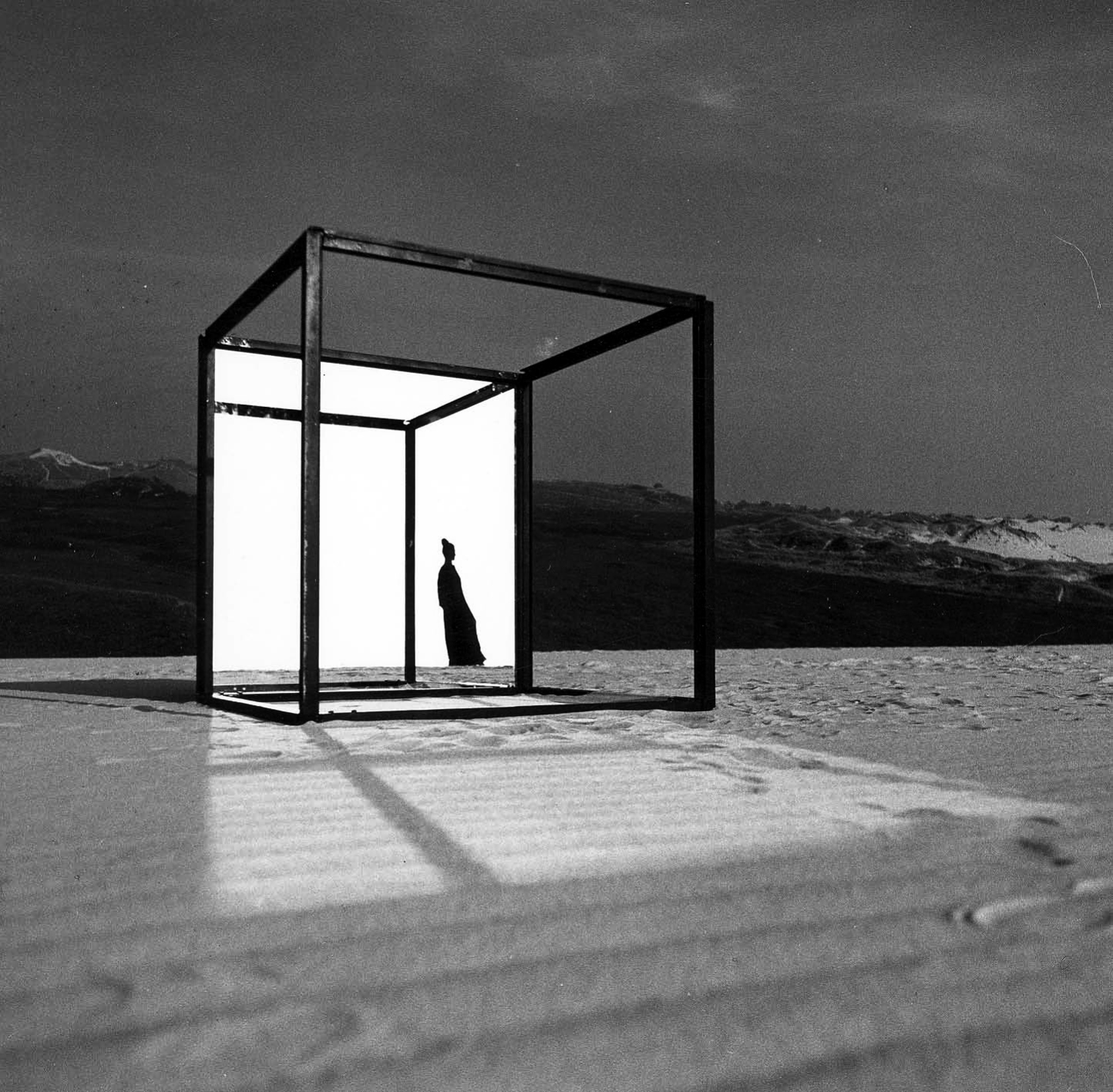
KUBUS 93 (1975)

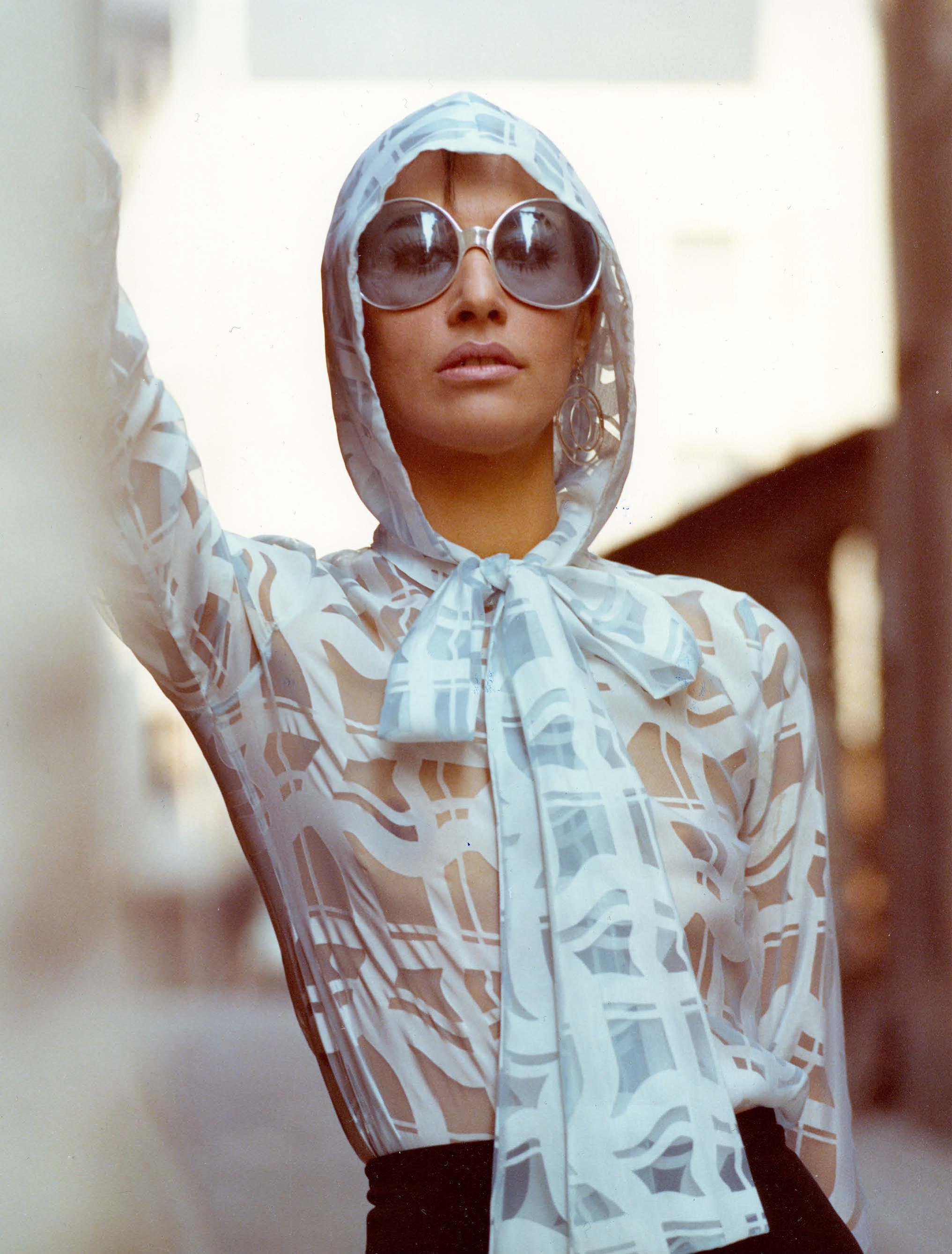
Aus der Serie „Ein Fotograf, ein Modell, ein Jahr“ (1971)

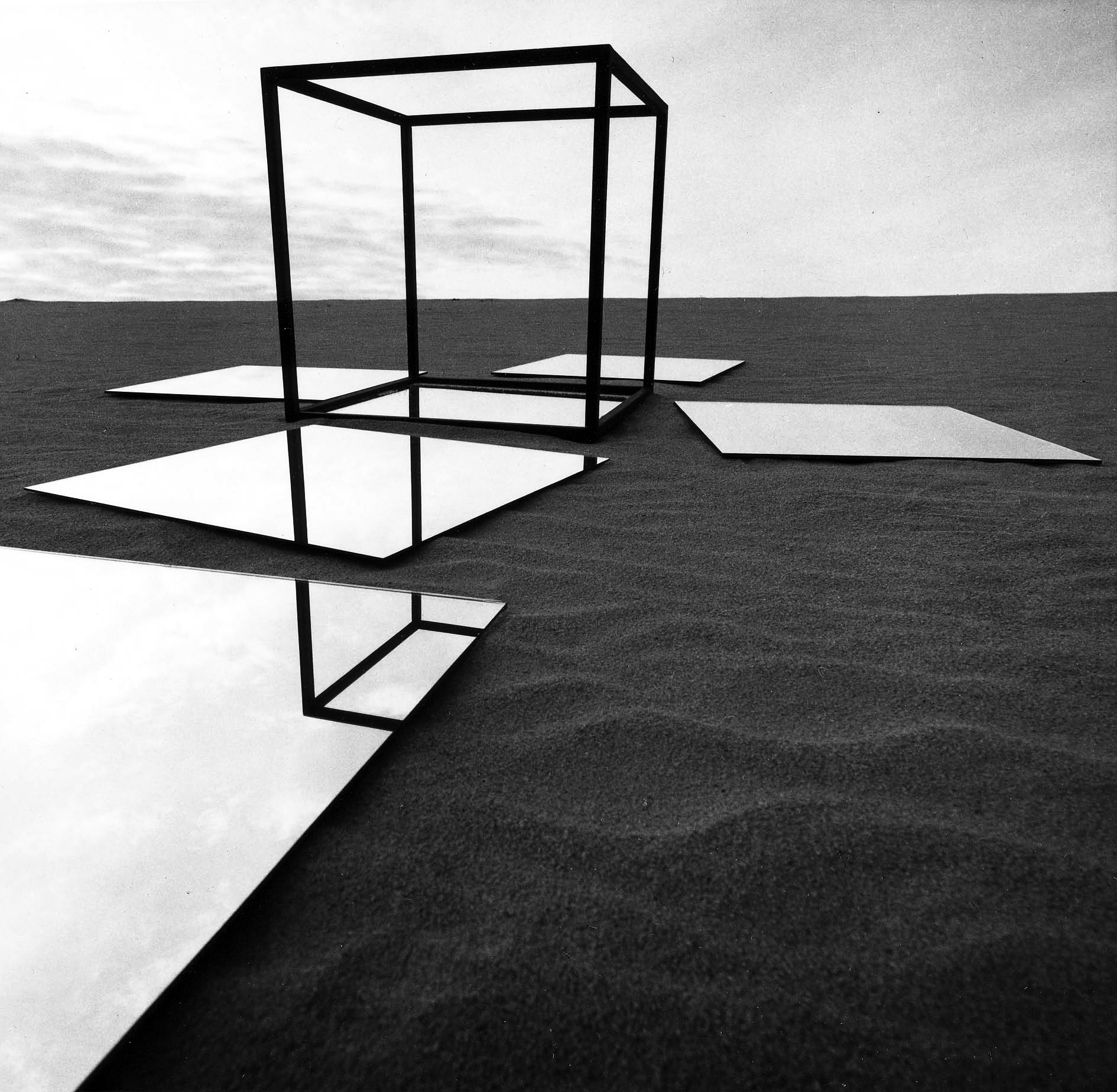
KUBUS 774 (1987)

Er arbeitet u. a. von 1966 bis 1969 für das Theater der Stadt Bonn und war von 1967 bis 1978 Lehrbeauftragter an der Fachoberschule für Gestaltung in Köln. Von 1975 bis 1977 studiert er neben seinen Lehrtätigkeiten und beruflichen Aktivitäten, Philosophie und Kunstgeschichte an der Universität Köln. 1976 gründet er ein zweites Ateliers auf der Insel Sylt und zwei Jahre später, 1978, in einer alten Dorfschule, die Galerie T, in Forsten bei Kürten im Bergischen Land. Neben seinem eigenen künstlerischen Werk „Fotografische Bilder mit dem Kubus“, an dem er von 1971 bis kurz vor seinem Tod 1994 arbeitete, präsentierte er dort auch Werke von Fotografenkollegen wie Hermann Claasen, Barbara Klemm, Kurt Julius und Henning Christoph.
1981 entschloss sich die Kunstkommission des Deutschen Bundestages zum Erwerb des Bildes „Kubus 172“. Er führte zahlreiche Architekturaufträge für die Bundesbaudirektion Bonn (u. a. Bau-Dokumentationen vom Haus der Geschichte und vom Kunstmuseum Bonn) und des Ministeriums für Stadtentwicklung, Wohnen und Verkehr NRW aus (Kunstsammlung NRW/K 20). Darüber hinaus arbeitete er für bekannte Architekten wie Joachim Schürmann, Böhm, Schneider-Wessling, von Gerkan, Marg und Partner, Planungsgruppe Stieldorf, sowie für Die Papierindustrie und wurde mit der Gesamtkonzeption von Geschäftsberichten beauftragt.
Im Bereich der Modellsimulation konnte er mittels eines Endoskops Eindrücke aus der Fußgängerperspektive simulieren, was für die nachhaltige Stadtentwicklung von großer Bedeutung war.
Täubner war an der Erstellung von Konzeptionen für zahlreiche Architektur-Publikationen beteiligt. Er war berufenes Mitglied der Deutschen Gesellschaft für Photographie (DGPh, seit 1970), des Bundes Freischaffender Foto-Designer (BFF, 1973–90), der Gesellschaft Deutscher Lichtbildner (GDL, später Deutsche Fotografische Akademie, seit 1981).
Täubner starb am 1. April 1994 in Kürten. Über Täubners letzte Werkserie „Das latente Quadrat“  berichtete die Gesellschaft Deutscher Lichtbildner postum in ihrem Bulletin 12/1996 auf S. 24–25.

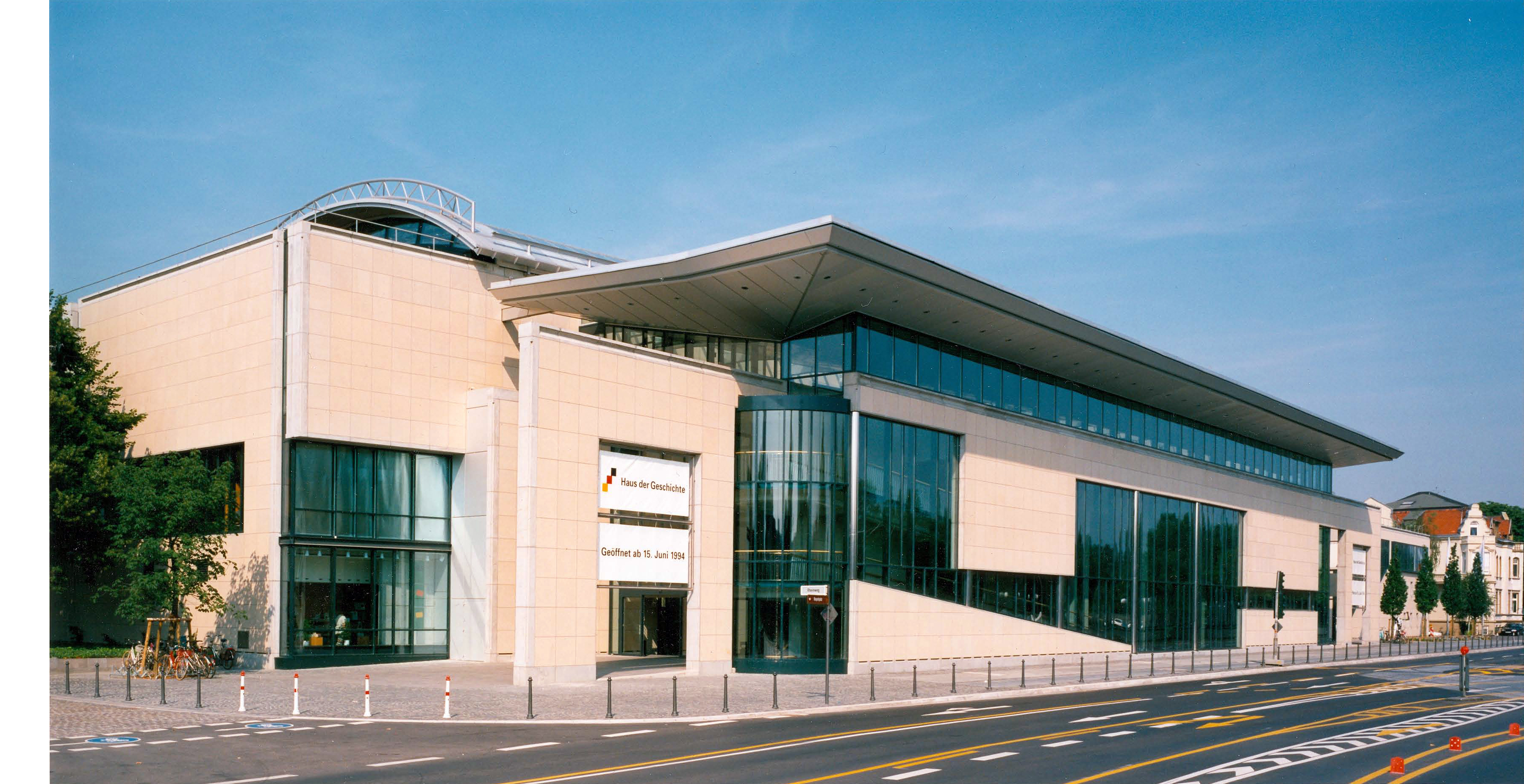
Haus der Geschichte, Wilfried Täubner, 1993

## Zitate
„Seit 1971 beschäftigt sich Wilfried Täubner kontinuierlich mit dem Kubus, der elementarsten Form des dreidimensionalen Raumes. […] Das unvermittelte Aufeinandertreffen von abstrakter Raum-Figur und Natur-Raum erzeugt eine Reibung, die die letztlich doch unerklärlich bleibende Faszination der fotografischen Arbeiten Täubners ausmacht. […] Es geht Täubner darum, die zeitliche Dimension von Raum wie auch die räumliche Dimension von Zeit anschaulich zu machen. Mit diesen Fragen an den Kubus im allumfassenden Raum werden letztlich uralte metaphysische Probleme der Philosophie angesprochen.“

„Der Galerist Täubner interessiert sich für die Arbeiten seiner Kollegen, die ähnlich wie er die Kamera zur Dokumentation von Zuständen, Entwicklungen, von Geschichte und Experimenten benutzen. Günter Hildenhagens Bilder von Behinderten schickte er 1981 durch 13 Städte. Den in Vergessenheit geratenen Kölner Fotografen Hermann Claasen half er, neu zu entdecken. Barbara Klemms Fotografien für die Zeitung setzte er 1985 in ein künstlerisches Licht.“

## Einzelausstellungen (Auswahl)
- 1968 Bakke’s Night of Fame – Bühnenbild-Rückprojektion für die deutsche Erstaufführung John McGrath: Ende der Vorstellung 24 Uhr, Theater der Stadt Bonn
- 1971 Ein Fotograf, ein Modell, ein Jahr, Bund Deutscher Architekten (BDA), Bonn
- 1978 Die Taktiker – Gegenüberstellung von 17 Bundesliga-Trainern mit dem 18., Hennes Weisweiler, dem Trainer von Borussia Mönchengladbach, Galerie T, Kürten
- 1979 Fotografische Bilder mit dem Kubus, Arbeitsgemeinschaft Deutsches Schleswig, Rantum/Sylt
- 1980 Fotografische Bilder mit dem Kubus (Bericht mit Interview in der Sendung „Mosaik“ im WDR 3), Galerie T, Kürten
- 1981 Wilfried Täubner – Fotografische Bilder mit dem Kubus (Bericht in der ZDF-Sendung „aspekte“), Städtische Galerie Villa Zanders, Bergisch Gladbach
- 1983 Fotografische Bilder mit dem Kubus, Bund Deutscher Architekten, Bonn
- 1986 Fotografische Bilder mit dem Kubus, Galerie T, Kürten
- 1987 Foto-Performance: Ein Jahr nach Tschernobyl, Gesellschaft Deutscher Lichtbildner (Deutsche Fotografische Akademie), Stuttgart-Leinfelden
- 1992 Wilfried Täubner – Fotografische Bilder mit dem Kubus, Doppelausstellung: Augustinermuseum (Ausstellungshalle Marienbad) in Zusammenarbeit mit dem Projekt E-Werk-Hallen für Kunst, Freiburg i. Br.
- 1994 Wilfried Täubner – Fotografische Bilder mit dem Kubus, Städtisches Museum Gelsenkirchen

## Gruppenausstellungen (Auswahl)
- 1968 „photokina“, Köln

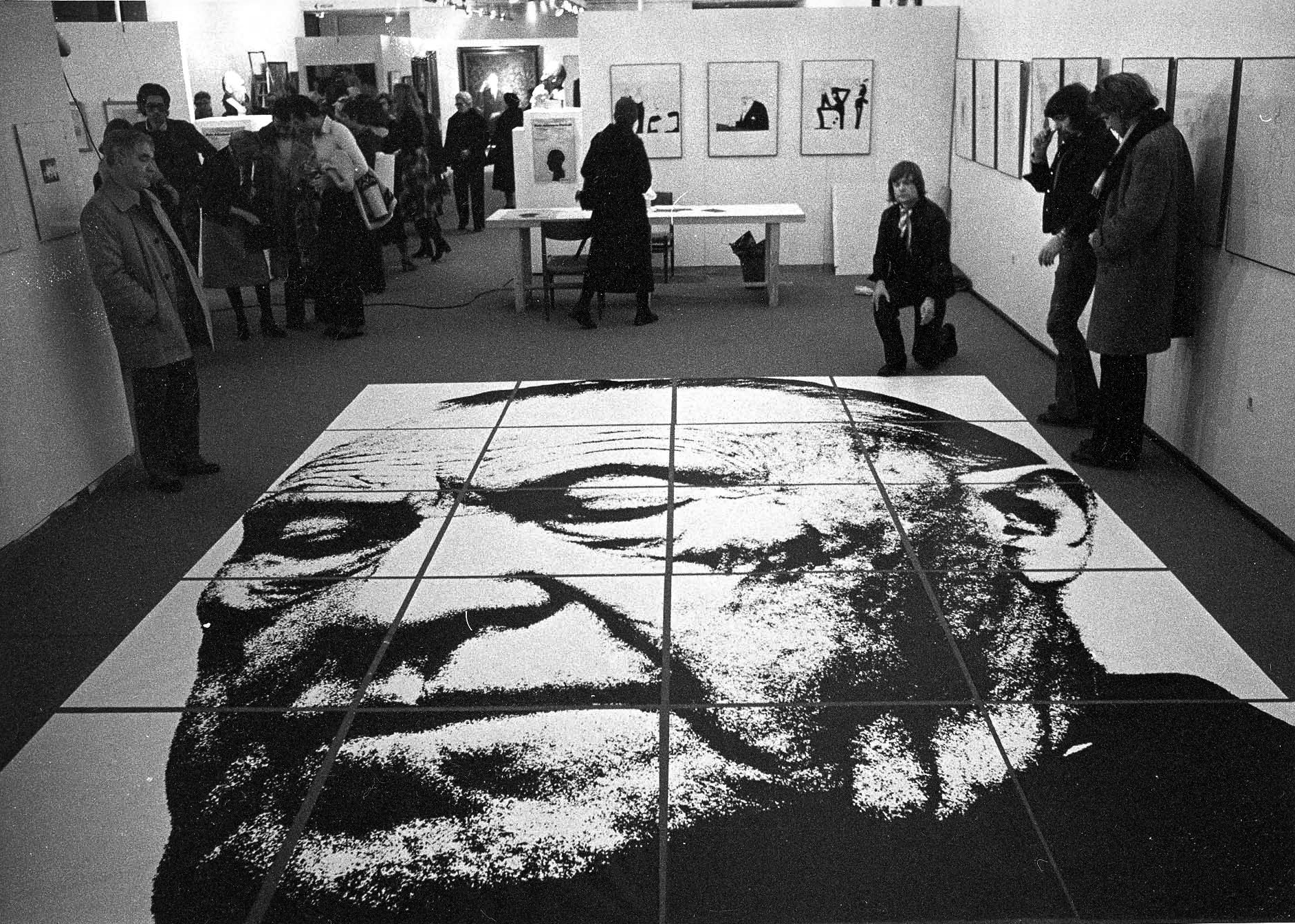
1976 präsentiert Wilfried Täubner im Kölnischen Kunstverein zwei Aktionen zum Kölner Adenauer-Jahr

- 1973 Museum für Angewandte Kunst, Wien
- 1976 Zwei Aktionen zum Adenauer-Jahr, Kölnischer Kunstverein, Köln
- 1978 Nikon-Galerie, Zürich
- 1980–84 Foto-Design – Anspruch und Beweis, BFF, Nürnberg, Singapore, Düsseldorf, Hamburg, Stuttgart
- 1984 Bildräume – Acht Fotografen sehen Landschaft, Gesellschaft Deutscher Lichtbildner, Karl-Ernst-Osthaus-Museum, Hagen
- 1987 Vom Landschaftsbild zur Spurensicherung, Kunstverein, Göttingen
- 1987 Museum Ludwig, Köln

## Auszeichnungen
- Kodak-Fotobuch-Preis 1993[10]
- Erwerb des Bildes „Kubus 172“ durch die Kunstkommission des Deutschen Bundestages 1987[11]

## Werke

### Monographien/Bildbücher
- Planungsgruppe Stieldorf – Bauten und Projekte, Königswinter 1974, 1978.
- Architektur 1966–78 von Gerkan, Marg und Partner, Stuttgart 1978.[12]
- Architektur in der Demokratie – Kunstsammlung NRW, Band 2, mit Ingeborg Flagge und Peter Riemann, Ministerium für Stadtentwicklung, Wohnen und Verkehr, Bonn-Düsseldorf 1986, Karl Krämer Verlag, Stuttgart, ISBN 3-7828-1490-8
- Ingeborg Flagge und Wilfried Täubner: Kunstmuseum Bonn, Bonn – Stuttgart – Ostfildern, 1992.
- Wilfried Täubner (mit Texten von Klaus Flemming und Friedrich Riehl): Fotografische Bilder mit dem Kubus, Kürten/Köln-Bergamo, 1993.
- Haus der Geschichte der Bundesrepublik Deutschland (Hrsg.) Bundesministerium für Raumordnung, Bauwesen und Städtebau, Bonn-Bad Godesberg 1993 (Fotos von Wilfried Täubner und Stiftung Haus der Geschichte)

### Ausstellungskataloge
- Wilfried Täubner: Fotografische Bilder mit dem Kubus, Auszug aus der Ausstellung Galerie T, Schule Forsten, Kürten/Köln, Oktober 1978 u. ADS-Freizeitzentrum, Rantum/Sylt, September 1979.
- Foto-Design – Anspruch und Beweis, Nürnberg 1980.
- Wilfried Täubner: Fotografische Bilder mit dem Kubus, Bergisch Gladbach 1981.

### Wichtige Texte bzw. Artikel
- Reinhold Mißelbeck: Fotografische Bilder mit dem Kubus – Wilfried Täubner, in: Internationale Photoszene, Köln 1986.
- Bundestag erwarb Fotoarbeit von Wilfried Täubner, in: Kunst Köln 4/87, S. 98.
- Reinhold Mißelbeck: Wilfried Täubner, in: foto-scene – Zeitschrift für Fotografie, Videografie und visuelle Kommunikation, 11. Jahrgang, Nr. 3, Juni 1988, S. 54–57.
- Hans Scheurer, Architekturfotografie mit dem Endoskop – Wilfried Täubner fotografiert Architektur-Modelle aus der Fussgängerperspektive, in: Wilfried Täubner, Kürten 1988, S. 4–7.
- Christian Bartenbach, Tageslicht im Museum – ein neues Lichtkonzept, in: Jahrbuch für Licht und Architektur 1995, hrsg. von Ingeborg Flagge, S. 173–188 (Fotobeiträge von Wilfried Täubner)
- Charles Compère, Nachruf auf den 53-jährigen Wilfried Täubner, der am 1. April 1994 aus dem Leben trat, in: Bulletin – Deutsche Fotografische Akademie 11/1995, S. 51.
- Wilfried Täubner: Aus dem Notizbuch – Letzte Arbeiten, in: Bulletin – Deutsche Fotografische Akademie 12/1996, S. 24–25.
- Cao Kai: Chonggou shijue kongjian de „mofang“ – Guanyu Wei’erfuleide Taobona de shixiang yishu shiyan (Rekonstruktion des visuellen Raumes durch den „Zauberwürfel“ – Über die experimentelle Kunstfotografie von Wilfried Täubner), in: Shijie Meishu (World Art) 3/1999, S. 26–27.

## Quelle
Prof. Dr. Rolf Sachsse, HBK Saar